# 布罗卡点

三角形的布罗卡点，位于三个圆的交点

布罗卡点（Brocard points）是三角形内的特殊点，以法国数学家亨利·布罗卡的名字命名。

## 定义
在边长为a、b和c的三角形ABC中，只存在一个点P，使得线段AP、BP和CP分别与c、a和b形成相同的角ω，也就是说，{\displaystyle \angle PAB=\angle PBC=\angle PCA}。点P称为三角形ABC的第一布罗卡点，而角ω则称为三角形的布罗卡角。以下的等式是成立的：
{\displaystyle \cot \omega =\cot \alpha +\cot \beta +\cot \gamma .\,}
在三角形ABC中还有第二布罗卡点Q，使得线段AQ、BQ和CQ分别与b、c和a形成相同的角。也就是说，{\displaystyle \angle QCB=\angle QBA=\angle QAC}。第二布罗卡点与第一布罗卡点具有相同的布罗卡角。也就是说，{\displaystyle \angle PBC=\angle PCA=\angle PAB}与{\displaystyle \angle QCB=\angle QBA=\angle QAC}是相等的。
三角形的两个布罗卡点是密切相关的。实际上，三角形ABC的第一布罗卡点就是三角形ACB的第二布罗卡点。

## 作图
作一个通过A和B的圆，与三角形的BC边相切。圆心位于AB的垂直平分线与过点B且与BC垂直的直线的交点。类似地，也作一个通过B和C且与AC相切的圆，以及一个通过A和C且与AB相切的圆。则三个圆相交于同一点，这个点就是三角形ABC的第一布罗卡点。
类似地，也可以作出ABC的第二布罗卡点。